# '85 JAPAN TOUR FINAL IN 東京昭和記念公園
『'85 JAPAN TOUR FINAL IN 東京昭和記念公園』（エイティーファイブ ジャパン・ツアー・ファイナル イン しょうわきねんこうえん）は、吉川晃司が1985年12月16日にSMSレコードからリリースした3作目の映像作品。

## 概要
1985年8月27日に国営昭和記念公園に行われた『'85 JAPAN TOUR FINAL』の公演の模様が収録されている。
2009年12月23日に発売されたDVDボックスセット「KIKKAWA KOJI 25th ANNIVERSARY LIVE FILM COLLECTION 『LIVE＝LIFE』」の1作品として、初DVD化された（単体販売は、されていない）。
現在では廃盤となっている。

## リリース履歴
| No. | 日付           | レーベル                 | 規格             | 規格品番                       | 最高順位 | 備考                                                                                        |
| --- | -------------- | ------------------------ | ---------------- | ------------------------------ | -------- | ------------------------------------------------------------------------------------------- |
| 1   | 1985年12月6日  | SMSレコード              | βマックス VHS LD | B078-1007 H078-1007 SM058-3024 |          |                                                                                             |
| 2   | 2009年12月23日 | ユニバーサルミュージック | DVD              | UMBF-9503                      |          | DVD-BOX『KIKKAWA KOJI 25th ANNIVERSARY LIVE FILM COLLECTION 『LIVE＝LIFE』』のDisc3に収録。 |

## 演奏

### メンバー
- 吉川晃司：ボーカル・ギター

《PaPa》
- 稲葉智：ギター
- 笠原敏幸：ベース
- 椎野恭一：ドラム

（山崎透(キーボード)は、本ライブには参加しなかった。）

### サポートメンバー
- うじきつよし：ゲストギター
- 奈良部匠平：キーボード（クレジットでは、PaPaの一員として表記されている）
- 神崎真雄：マニピュレーター

## 収録映像曲
1. サヨナラは八月のララバイ
2. スリルなモナリザ
3. 雨上がりの非常階段-
4. Lady Baby
5. No No サーキュレーション
6. パラシュートが落ちた夏
7. INNOCENT SKY